# Kynnarträsk
Kynnarträsk är en sjö i Sjundeå kommun i Finland.   Den ligger i landskapet Nyland, i den södra delen av landet, 40 km väster om huvudstaden Helsingfors. Kynnarträsk ligger 63 meter över havet. I omgivningarna runt Kynnarträsk växer i huvudsak barrskog. Arean är 11,3 hektar och strandlinjen är 1,63 kilometer lång. Sjön  ingår i Sjundeå å huvudavrinningsområde. 